# École de 1836

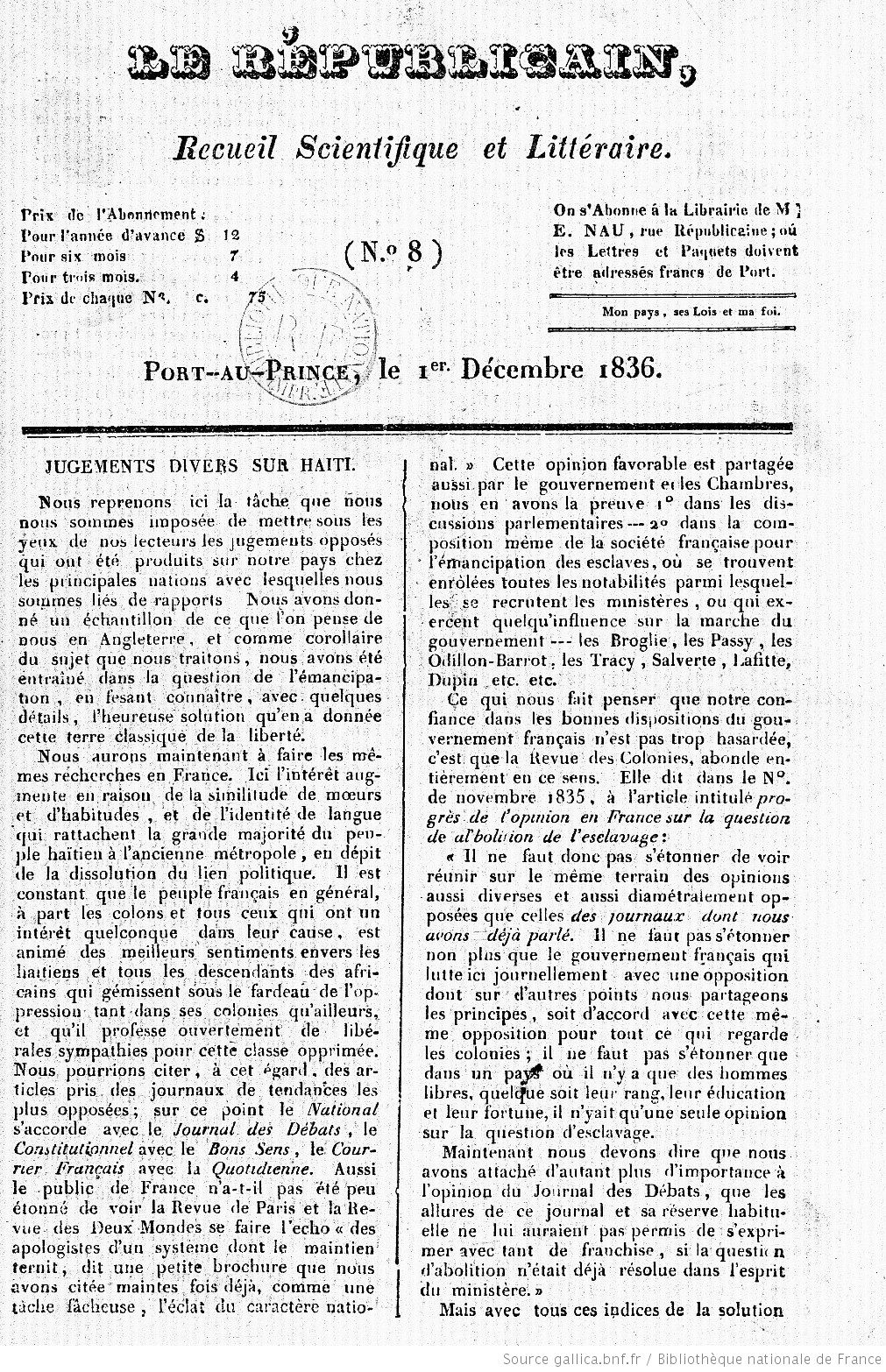
Une du Républicain, no 8, décembre 1836.

L'École de 1836, ou cénacle haïtien, est à la fois la deuxième période de l'histoire de la littérature haïtienne, qui s’étend de 1836 à 1860, et le groupe d'intellectuels et d'écrivains qui en est à l'origine.

## Historique
Le romantisme haïtien est un mouvement littéraire créé par un groupe de jeunes écrivains (cénacle). Les frères Nau ont pour objectif de produire une littérature originale différente de celle de la première période qui était une littérature d'imitation. Les écrivains de l’École de 1836 avaient l’idée de se distancier des pionniers de la littérature haïtienne. Pour le groupe du Cénacle haïtien, les pionniers étaient trop entichés des pseudo-classiques français. Cependant, il faut noter que les jeunes écrivains haïtiens faisant partie de l’École de 1836 ne pouvaient pourtant pas s’empêcher de se rassembler en cénacle de la même façon que les romantiques français de l’époque. 
Le cénacle a fondé sa première revue Le Républicain en août 1836 qui plus tard fut censurée puis fermée sur l'ordre de Jean-Pierre Boyer à cause d'un article anti-gouvernemental. La même année et avec les mêmes collaborateurs une autre revue parut sous le titre de L'Union afin de remplacer Le Républicain et de contourner la censure,. 
Les revues Le Républicain et L’Union demeurent d’une très grande importance pour l’histoire de la littérature haïtienne. C’est autour de ces revues que s’est formé le mouvement littéraire haïtien plus connu sous le nom de l’École ou Cénacle de 1836. 

## Auteurs
Le Cénacle regroupait les frères  Ignace (13 juillet 1808- 10 décembre 1839), Eugène et Émile Nau (1812-1860), les frères et cousin Céligny (6 juillet 1806 - 7 août 1849), Beaubrun (30 octobre 1796 - 30 août 1865) et Coriolan Ardouin (11 décembre 1812-12 juillet 1835),, les frères Lespinasse, Beauvais et Dumaï. 
D'autres jeunes ne tardèrent pas à intégrer le groupe tels Thomas Madiou, Ogé Longuefosse, Alibée Fleury, etc. Les jeunes de l' École de 1836 sont pour la plupart très proches parents et appartiennent à la haute bourgeoisie haïtienne.

## Œuvres
Entre 1836 et 1837 Ignace Nau a écrit les premières nouvelles littéraires haïtiennes. Les nouvelles sont surtout publiées dans les revues Le Républicain (1836-1837) et L'Union, recueil commercial et littéraire (1837-1839).